# 20230 Blanchard
20230 Blanchard este un asteroid din centura principală de asteroizi.

## Descriere
20230 Blanchard este un asteroid din centura principală de asteroizi. A fost descoperit pe 6 decembrie 1997 la Caussols în cadrul programului ODAS. Asteroidul prezintă o orbită caracterizată de o semiaxă mare de 2,31 ua, o excentricitate de 0,08 și o înclinație de 3,6° în raport cu ecliptica.